# Palm maison
Palm maison（パームメゾン）は、株式会社ファブルゼィールが発行する、日本のファッション雑誌。またオンラインストアの名称。
ファッションを中心にアートやデザイン、音楽、映画、ライフ＆スタイルなどの情報・TECHIQUEとしてクリエイティブカルチャーの情報を発信する。